# 白濱亜嵐
白濱 亜嵐（しらはま あらん、1993年8月4日 - ）は、日本のダンサー、俳優、DJ。GENERATIONS from EXILE TRIBE、EXILE、PKCZ®のメンバー。
愛媛県松山市出身。身長173cm。血液型はA型。

## 略歴
愛媛県松山市で生まれる。
2008年10月28日、中学3年の時に地元松山市で行われたJ Soul Brothers（二代目）の「武者修行再び」を観てダンスに興味を持つ。
2009年3月、松山市立桑原中学校を卒業。EXPGの特待生だった姉がEXPGを辞める際に白濱を紹介、面接を経て開発育成クラスに入り、高校入学前の春休みから松山校に通う。2カ月後、「第1回劇団EXILEオーディション」で最終候補者となる。夏休み明けに半年通った愛媛県の高校から日出高等学校に転入。一緒に上京した姉と高校卒業まで2人暮らしをする。
2010年4月、劇団EXILE風組のメンバーとなる。
2011年7月、GENERATIONSの候補メンバーとなり、劇団EXILE風組を脱退する。
2012年3月、高校を卒業。同年4月、GENERATIONSの正式メンバーとなる（後にリーダーに就任）。
2014年4月27日、「EXILE PERFORMER BATTLE AUDITION」に合格し、EXILEに加入する。
2023年からEXILEの活動に参加しておらず、『EXILE LIVE 2023 in TAIPEI』『EXILE LIVE TOUR 2025 "WHAT IS EXILE"』も不参加だった。理由は不明。2025年6月5日にGENERATIONS、PKCZ®ならびに個人の活動に専念するためEXILEとしての活動を休止すると発表。

### DJ
DJを始めたいとHIROに相談すると、機材を全て揃えてくれた。
2015年10月31日、PKCZ®主催のイベントでDJデビュー。
2020年10月31日、GENERATIONSの配信ライブでPKCZ®に加入したことを発表。前年末にHIROからの提案を受け、加入に至った。

## 人物
- 2002 FIFAワールドカップの影響で小学4年から中学3年までサッカーをしていた[2]。中学時代は期間限定で駅伝部でも活動していた[9]。
- 小学6年の時に自ら応募して地元松山市で行われた市民ミュージカルに出演した[24]。
- GENERATIONSメンバーの小森隼は前述の中高一貫校の2学年後輩で、小森が中学生の頃からの仲である[25]。

### デビュー後
- 2013年1月31日発売の『週刊文春』でAKB48の峯岸みなみとの交際が報じられ、峯岸は降格処分を受けるなど大きな騒動に発展[26]。白濱は、翌月3日に行われたGENERATIONSのシングル発売イベントの冒頭で、「この度はお騒がせしまして、大変申し訳ございませんでした」と謝罪した[27]。

### 家族
- 父親は日本人で公務員[28]。母親はフィリピン人[28]。姉はモデルのラブリ[29]。10歳下の弟がいる[29]。
- 母親の出身地フィリピンでは"ニーノン"と呼ばれる第2の父親を決める風習があり、白濱もニーノンとして親戚の3人の子供の面倒を見ている[30]。

## 参加グループ
- 劇団EXILE風組（2010年4月 - 2011年7月）
- GENERATIONS from EXILE TRIBE（2011年7月 - ）
- EXILE（2014年4月27日 - ）
- PKCZ®（2020年10月31日 - ）

## 出演

### テレビドラマ
- ろくでなしBLUES（2011年7月6日 - 9月28日、日本テレビ） - 沢村米示 役
- GTO（2012年7月3日 - 9月11日、関西テレビ） - 堂島誠也 役
  - GTO 秋も鬼暴れスペシャル（2012年10月2日）
  - GTO 正月スペシャル! 冬休みも熱血授業だ（2013年1月2日）
  - GTO 完結編 〜さらば鬼塚! 卒業スペシャル〜（2013年4月2日）
- シュガーレス（2012年10月3日 - 12月26日、日本テレビ） - 主演・椎葉岳 役
- HiGH&LOW〜THE STORY OF S.W.O.R.D.〜（2015年10月22日 - 12月24日、日本テレビ） - BERNIE 役
  - HiGH&LOW Season2（2016年4月24日 - 6月26日）
- ナイトヒーロー NAOTO 第3話（2016年4月30日、テレビ東京） - エンディングダンス[31]
- 小説王（2019年4月 - 7月、フジテレビ） - 主演・吉田豊隆 役[32]
- 貴族誕生 -PRINCE OF LEGEND-（2019年11月28日 - 12月26日、日本テレビ） - 主演・安藤シンタロウ 役[33]
- M 愛すべき人がいて（2020年4月18日 - 7月4日、テレビ朝日） - 流川翔 役[34]
- モコミ〜彼女ちょっとヘンだけど〜 第8話（2021年3月20日、テレビ朝日） - 白濱亜嵐（本人）役[35]
- 泣くな研修医（2021年4月24日 - 6月26日、テレビ朝日） - 主演・雨野隆治 役[36]
- テッパチ! 第6話（2022年8月10日、フジテレビ）[37]
- 真夏のシンデレラ（2023年7月10日 - 9月18日、フジテレビ） - 山内守 役[38]
- 婚活1000本ノック 第1話（2024年1月17日、フジテレビ） - ハト男 / 野村 役[39]
- 離婚しない男-サレ夫と悪嫁の騙し愛- 最終話（2024年3月16日、テレビ朝日） - 早乙女 役[40]
- ゲレンデ飯（2025年4月9日 - 、MBS・TBS） - 主演・矢野翔平 役（山本美月とダブル主演）[41]
- 奪い愛、真夏（2025年7月18日 - 、テレビ朝日） - 日熊元也 役[42]

### 配信ドラマ
- 僕らはみんな死んでいる♪（2013年12月 -  2014年2月、NOTTV） - 主演・一ノ瀬ユアン 役[43]
- ハピゴラ!（2018年11月 - 12月、GYAO!） - 主演・拓也 役[44]

### 映画
- セブンデイズ リポート（2014年） - 主演・前沢涼太 役[45]
- ROAD TO HiGH&LOW（2016年） - BERNIE 役
  - HiGH&LOW THE MOVIE（2016年）
  - HiGH&LOW THE MOVIE 2 / END OF SKY（2017年）
  - HiGH&LOW THE MOVIE 3 / FINAL MISSION（2017年）
- ひるなかの流星（2017年） - 馬村大輝 役[46]
- 貴族降臨 -PRINCE OF LEGEND-（2020年） - 主演・安藤シンタロウ (ドリー) 役[33]
- コンフィデンスマンJP プリンセス編（2020年） - アンドリュー・フウ 役[47]
- 10万分の1（2020年） - 主演・桐谷蓮 役（平祐奈とW主演）

### 短編映画
- ウタモノガタリ-CINEMA FIGHTERS project-「アエイオウ」（2018年） - 主演・安住ひかる 役
- 昨日より赤く明日より青く-CINEMA FIGHTERS project-「言えない二人」（2021年）[48]

### 舞台
- 劇団EXILE JUNCTION #1「Night Ballet」（2010年3月） - ユウキ 役
- 劇団EXILE華組第三回公演「KILL THE BLACK」（2010年6月）  - 天馬裕樹 役
- 劇団EXILE華組×風組合同公演「ろくでなしBLUES」（2010年12月） - 沢村米示 役
- リーディングドラマ「もしもキミが。」（2011年9月・12月） - 優基 役
- BOOK ACT「ヒーローよ 安らかに眠れ」（2020年2月）[49]

### テレビ番組
- ワオ（2014年4月 - 9月、フジテレビ）
- めざましテレビ（2018年6月、フジテレビ） - マンスリーエンタメプレゼンター[50]

### 配信番組
- 格闘DREAMERS（2021年3月 - 5月、ABEMA） - ナビゲーター兼サポーター[51]
  - 格闘DREAMERS SEASON:2（2022年2月 - 4月） - 格闘サポーター[52]

### アニメ
- マッツとヤンマとモブリさん 2（2014年） - 白濱亜嵐 役
- 『HiGH&LOW g-sword』アニメーションDVD付き特装版 フラッシュアニメ（2017年） - バーニー 役

### CM
- ABC-MART（2014年）[53]
- モイスト・ダイアン「エクストラシャイン」（2015年）
- サマンサタバサジャパンリミテッド
  - Samantha Vega（2015年 - 2018年）[54]
  - Samantha Thavasa 25th（2019年）
- サントリー「ザ・モルツ」（2016年）[55]
- ロート製薬「OXY」（2016年 - 2017年）[56]
- ソフトバンク「スポナビライブ」（2016年）[57]
- 洋服の青山（2017年 - ）
- ミクシィ「TIPSTAR」（2021年）[58]

### ミュージックビデオ
- 三代目J Soul Brothers「FIGHTERS」（2011年）[59]
- Samantha Thavasa Family「ONE -we are one-」（2019年）

### ゲーム
- PRINCE OF LEGEND LOVE ROYALE (2020年 - 2022年6月30日、iOS / Android) - ドリー 役

### その他
- ピンキー文庫『ひみつごと。』カバーモデル（2012年）
- 第16回 - 第19回 坊っちゃん文学賞 アンバサダー（2019年[60] - 2022年）[61][62][63]
- Update Beauty Salon LB イメージキャラクター（2021年 - ）[64]
- PREMIUM WATER FUTURE アンバサダー（2022年）[65]
- フィリピン観光大使（2023年）[66]
- トリクル「SWAG」ブランドアンバサダー（2025年）[67]

## 作品

### 参加作品
- Julian Jordan & ALAN SHIRAHAMA「Facts」（2022年4月1日）
- KDH, ALAN SHIRAHAMA「ALL NIGHT (FT. SMACK)」（2024年9月20日）

### 配信EP
- null（2023年12月8日）[68]

### 配信シングル
| 配信日         | タイトル             |
| -------------- | -------------------- |
| 2024年1月12日  | HUMANITY FIGHT       |
| 2024年2月26日  | Nakameguro House     |
| 2024年3月29日  | Nakameguro Step      |
| 2024年4月26日  | Reaching For The Sky |
| 2024年5月31日  | DIRTYTECH            |
| 2024年6月28日  | CREEP                |
| 2024年7月26日  | MACARONI CHEESE      |
| 2024年8月28日  | two-face             |
| 2024年9月27日  | THE VOW              |
| 2024年10月29日 | Cheeky Wanker        |
| 2024年11月29日 | SALARYMAN            |
| 2024年12月25日 | MINE FOR LIFE        |

### ミュージックカード
- null（2023年12月8日）[68]
- curious（2025年4月28日）

### 作詞・作曲
| 発売日         | 曲名                            | 収録作品                                         | 担当       |
| -------------- | ------------------------------- | ------------------------------------------------ | ---------- |
| 2019年10月31日 | $wish $wish feat. THE BACKCOURT | RUN THE FLOOR「$wish $wish feat. THE BACKCOURT」 | 作曲       |
| 2019年11月21日 | 心声                            | GENERATIONS from EXILE TRIBE『SHONEN CHRONICLE』 | 作曲       |
| 2020年11月18日 | Lonely                          | GENERATIONS from EXILE TRIBE「Loading…」         | 作詞・作曲 |
| 2021年1月1日   | RED PHOENIX                     | EXILE TRIBE「RISING SUN TO THE WORLD」           | 作曲       |
| 2021年7月14日  | Prologue                        | GENERATIONS from EXILE TRIBE『Up & Down』        | 作曲       |
| 2021年7月14日  | Epilogue                        | GENERATIONS from EXILE TRIBE『Up & Down』        | 作曲       |
| 2021年7月14日  | Love is ?                       | GENERATIONS from EXILE TRIBE『Up & Down』        | 作曲       |
| 2021年8月18日  | Drive Me Crazy                  | FANTASTICS from EXILE TRIBE『FANTASTIC VOYAGE』  | 作曲       |
| 2021年8月23日  | 煩悩解放運動                    | PKCZ「煩悩解放運動」                             | 作詞       |
| 2021年10月6日  | to U                            | GENERATIONS from EXILE TRIBE「Unchained World」  | 作詞・作曲 |
| 2022年1月1日   | DOWN TOWN TOKYO                 | EXILE『PHOENIX』                                 | 作曲       |
| 2022年1月1日   | NEO UNIVERSE                    | EXILE『PHOENIX』                                 | 作曲       |
| 2022年2月3日   | on my way to Glory              | Webサイト「Pokémon DP Sound Library」            | 作曲       |
| 2022年11月23日 | 脱・既成概念                    | BiSH「脱・既成概念」                             | 作詞・作曲 |
| 2022年12月23日 | Change my future                | 倖田來未「Change my future」                     | 作曲・編曲 |
| 2022年12月28日 | RAGING BULL                     | THE JET BOY BANGERZ「RAGING BULL」               | 作曲       |
| 2023年3月8日   | NOW or NEVER                    | GENERATIONS from EXILE TRIBE『X』                | 作詞・作曲 |
| 2024年3月1日   | アムルーズ                      | EXILE THE SECOND『THE FAR EAST COWBOYZ E.P.』    | 作曲       |

## 書籍

### 写真集
- TIMBRE（2017年11月21日、徳間書店）[74]
- Hallelujah!!（2025年9月18日発売予定、小学館）[75]

## プロデュース
- FC今治 ユニフォーム（2016年度[77]、2019年度[78]）
- EXILE「Melody」 (Lyric Video)（2018年）[79]

## 受賞
- Forbes JAPAN 30 UNDER 30 JAPAN 2021[80]